# Oliver & Company
Oliver & Company è un film d'animazione del 1988 diretto da George Scribner, distribuito da Walt Disney Pictures e Buena Vista Distribution il 18 novembre 1988 negli Stati Uniti e il 1º dicembre 1989 in Italia. Fu riproposto al cinema negli Stati Uniti, in Canada e in Gran Bretagna a partire dal 29 marzo 1996. È considerato il 27º Classico Disney secondo il canone ufficiale.
Nonostante le recensioni contrastanti della critica, è stato un successo al botteghino, incassando 121 milioni di dollari a fronte di un budget di 31 milioni di dollari. Fu il grande successo commerciale ottenuto da questo film a spingere la Disney a proporre i suoi film d'animazione con la cadenza regolare, annuale, che ancora oggi viene mantenuta.
Il film è ispirato al romanzo Oliver Twist di Charles Dickens, che come già in molti altri casi ha avuto trasposizioni cinematografiche. In questa versione, il giovane Oliver è un gatto, la banda del ricettatore Fagin è formata da cani e l'intera storia è ambientata nella caotica New York dei tempi odierni.

## Trama
In una strada di Manhattan viene posto fuori da un negozio di animali un grosso scatolone con all'interno una moltitudine di gattini, in cerca di qualcuno che li adotti. Tutti vengono adottati tranne uno, Oliver, che deluso e affamato inizia a vagare per le strade in cerca di cibo. L'occasionale incontro con Dodger, un carismatico fox terrier randagio, lo porta a conoscere e a inserirsi in un gruppo di cani randagi. Oltre a Dodger, il leader, il gruppo è composto da Tito, un minuscolo e belligerante cane di razza chihuahua dallo spiccato accento ispanico; Einstein, un tranquillo ed enorme alano; Rita, una dolce quanto decisa cagnetta di razza saluki, e Francis, un bulldog sofisticato con la passione per l'arte e il teatro.
I cani vivono assieme ad un senzatetto, Fagin, che seppur ridotto alla povertà e pur vivendo d'espedienti più o meno legali, si dimostra di buon cuore accogliendo Oliver nel gruppo. Fagin ha contratto un ingente debito con Sikes, un gangster e usuraio costantemente accompagnato da due feroci dobermann, Roscoe e Desoto, acerrimi rivali di Dodger e dei suoi compagni. Al termine di un incontro, Sikes concede a Fagin un ultimatum: ha tre giorni di tempo per saldare il suo debito; in caso di insuccesso, minaccia perfidamente e in maniera sibillina di fargli gravemente del male.
L'ingenuo Oliver, a cui i cani fanno credere di far affari onesti nel mondo dell'alta finanza, parte la mattina seguente assieme alla banda per compiere vari furtarelli per procacciare refurtiva di qualsiasi tipo al loro padrone. Con uno stratagemma tramite cui Francis finge di essere stato investito, i cani riescono a fermare una lussuosa limousine di proprietà della facoltosa famiglia Foxworth. Mentre il domestico Winston si preoccupa dell'incidente, i cani e Oliver entrano in azione. Il furto nella limousine però fallisce ed Oliver finisce nelle braccia della piccola Jenny, una deliziosa bambina che attende i suoi genitori partiti per l'Europa. La bimba, felice del suo nuovo incontro, porta con sé Oliver a casa perché le tenga compagnia.
A casa della ragazzina Oliver fa la conoscenza di Georgette, l'arrogante e superba barboncina di Jenny, che si dimostra da subito molto gelosa di lui. Nel frattempo, la banda canina di Fagin elabora un piano per “liberare” il proprio nuovo compagno e si introduce in casa Foxworth riuscendo a “salvarlo”, aiutati anche da Georgette. Riportato al loro covo, però, Oliver cerca di spiegare loro che ormai grazie a Jenny ha iniziato una nuova vita e che la bambina ha bisogno di lui; Dodger, erroneamente convinto che il gattino non voglia più avere a che fare con loro in quanto “plebaglia”, si sente profondamente tradito da lui e vuole che se ne vada. Tuttavia, nell’andarsene, viene raccolto da un Fagin sempre più disperato per l'imminente scadenza del suo debito. Avvedutosi del nuovo collare di Oliver, intuisce che nel frattempo sia stato adottato da una famiglia facoltosa e decide così di scrivere una lettera per intimarne il riscatto, andando da Sikes per informarlo; è Jenny a raccoglierla e, senza dire nulla a nessuno, si reca al luogo stabilito portando solo i soldi nel suo salvadanaio. Il malavitoso aizza contro Fagin Roscoe e Desoto per ucciderlo, ma difeso da Dodger, il senzatetto riesce a spiegargli il piano, e Sikes accetta di dargli un’ultima chance. Pur capendo che dopotutto non è saggio rimanere legato a Sikes, Fagin si reca al molo in cui è fissato l'appuntamento, Fagin si accorge di avere a che fare soltanto con una bambina e, impietosito, le restituisce Oliver senza voler nulla in cambio. Il malvagio Sikes, che osservava nell'ombra lo svolgersi della vicenda, adirato dalla tenerezza di Fagin prende in mano la situazione, rapisce Jenny e la porta al suo covo, dicendo al senzatetto che qualora avesse tenuto la bocca chiusa avrebbe considerato annullato il suo debito.
L'uomo telefona a Winston per farsi dare il denaro necessario per liberare Jenny, mentre Fagin e la banda di cani corrono in soccorso della piccola. Con un nuovo stratagemma, penetrano nel rifugio di Sikes e riescono a liberare Jenny; inizia così un rocambolesco inseguimento per New York, che si conclude nella metropolitana cittadina, dove Sikes riesce a catturare Jenny. Oliver e Dodger si lanciano per aiutarla, ma vengono bloccati da Roscoe e Desoto che però cadono sui binari poco dopo, venendo folgorati dalla terza rotaia. Oliver riesce a salvare Jenny mentre Sikes, troppo impegnato a liberarsi del gattino, non si accorge del treno di fronte a lui e ne viene disintegrato.
Il giorno successivo, Fagin e la banda al completo festeggiano assieme a Oliver il compleanno della bambina e proprio in quel momento il maggiordomo riceve la telefonata dei genitori di Jenny che annunciano il loro ritorno da Roma. È giunto quindi il momento di salutarsi, almeno per il momento: Oliver rimane con la bambina, mentre Fagin e i suoi compagni, dopo aver ribadito che si rivedranno presto, lasciano casa Foxworth per tornare alla loro vita di strada.

## Personaggi
- Oliver: è un gatto soriano arancione, buono, sensibile, intelligente, dolce e coraggioso, anche se ingenuo. Dodger ne intuisce da subito le qualità e gli permette di entrare a far parte della banda. Tuttavia, dopo essere stato adottato da Jenny, Oliver si affeziona a lei, e decide di abbandonare la vita da randagio. Nonostante sia solo un cucciolo, sa come e quando esternare il suo coraggio.
- Dodger: è un fox terrier astuto, coraggioso, avventuroso, altruista e di buon cuore, sebbene a volte sia dispettoso. È il capo della banda di cani randagi di Fagin, a cui lui è affezionato. Dimostra un certo attaccamento per Oliver, permettendoli di far parte della banda, salvandolo più volte da Roscoe e DeSoto e aiutandolo a liberare Jenny.
- Fagin: è un senzatetto bonario, goffo, pauroso, sensibile e simpatico. Vive nella più assoluta povertà, al punto da essere costretto a rubare, pur di sopravvivere. Si indebita pesantemente con Sikes, senza però riuscire ad estinguere il debito con lui. Quando è minacciato i cani della banda lo difendono. Pentitosi di aver usato Oliver come esca per ottenere un riscatto e poter saldare i suoi debiti con Sikes, nonché per aver causato il rapimento di Jenny, decide di intervenire assieme a Oliver e i suoi cani per aiutarla.
- Jenny Foxworth: è una bambina di 8 anni, gentile e di una famiglia agiata, che decide di adottare Oliver, trattandolo meglio di quanto non facesse con Georgette. Rapita da Sykes, intenzionato a chiederne il riscatto, verrà però liberata da Oliver e dagli altri.
- Tito: è un chihuahua turbolento, vivace e belligerante, ma di buon cuore. Parla con un pesante accento spagnolo. Entra spesso in contrasto con Francis, e talvolta svolge i lavori più complicati. Innamorato di Georgette, inizialmente fa colpo, ma alla fine decide di riprendere la vita di vagabondo a causa delle troppe attenzioni della barboncina. Il suo nome completo, come da lui stesso rivelato, è Ignacio Alonso Julio Federico de Tito.
- Francis: è un bulldog colto, raffinato, intelligente, socievole e simpatico, anche se a volte un po' altezzoso, ed è appassionato di recitazione e delle opere di Shakespeare. Sfrutta la sua intelligenza e bravura per la riuscita dei furti della banda.
- Einstein: è un alano ingenuo, socievole e pacifico. Contrariamente a quanto si può intuire dal nome, difficilmente ha delle intuizioni geniali. È il membro della banda più espansivo ed affettuoso con Fagin.
- Rita: è una cagnolina Saluki, l'unica femmina della banda. È affascinante, intelligente, gentile e dolce. Quando il piccolo Oliver, avvoltosi involontariamente in alcuni stracci, "irrompe" maldestramente nel covo della banda, è la prima del gruppo che si avvicina per studiare la situazione. Roscoe, uno dei dobermann di Sykes, mostra una certa attrazione per lei e la corteggia piuttosto apertamente, venendo però respinto.
- Georgette: è una barboncina vanitosa, arrogante e viziata, ma in fondo di buon cuore. Vive in casa Foxworth e passa il suo tempo a specchiarsi e a decantare la sua bellezza e la sua "classe" (avendo vinto molti premi e riconoscimenti). Inizialmente antagonista di Oliver, si dimostra gelosa delle attenzioni che questi riceve da Jenny, ma diventerà meno egoista e più comprensiva partecipando al salvataggio di Jenny, pentitasi per aver fatto scappare Oliver. Viene corteggiata da Tito e inizialmente lo respinge, ma finisce per ricambiare il suo interesse solo nel finale.
- Winston: è l'impacciato e simpatico domestico di casa Foxworth, è più volte protagonista di buffi "duetti" con Francis. È un tifoso di wrestling.
- Sikes: è l'antagonista principale del film, un usuraio e agente di cantiere navale spietato, immorale, minaccioso e violento. Presta del denaro a strozzo a Fagin, minacciando di ucciderlo se non glielo restituisce entro i tempi prestabiliti. Dopo aver scoperto che la piccola Jenny appartiene ad una famiglia facoltosa, decide di annullare il suo debito con Fagin e rapirla per ottenere un riscatto, dando poi una caccia spietata a Fagin, giunto nel suo covo per salvarla assieme a Oliver e al resto della banda. Dopo un lungo inseguimento, culminante sulle rotaie della metropolitana, muore quando la sua automobile si schianta frontalmente con un treno in corsa. È costantemente accompagnato da Roscoe e Desoto, i suoi due feroci dobermann.
- Roscoe: Antagonista secondario del film è uno dei due dobermann che spalleggiano Sikes, caratterizzato da un collare rosso ed è il leader arrogante del duo. Sembra odiare in maniera particolare Dodger, mentre invece è chiaramente attratto da Rita. Muore cadendo sui binari della metropolitana, dopo aver cercato di aggredire Dodger.
- Desoto: antagonista terziario del film è il compagno di Roscoe caratterizzato da un collare blu, è meno prepotente di lui, ma sembra essere il più feroce dei due, oltre a mostrare una vena di sadismo più accentuata. Inoltre, contrariamente all'amico, è più sospettoso e prudente, al punto da farsi sopraffare da Oliver per due volte. Anche lui, come Roscoe, muore cadendo sui binari della metropolitana grazie all'intervento di Oliver, dopo aver cercato di uccidere Dodger.

## Produzione
Oliver & Company è il ventisettesimo film d'animazione della Walt Disney Feature Animation e il primo prodotto sotto la nuova gestione di Michael Eisner e Jeffrey Katzenberg. Dopo l'uscita di Taron e la pentola magica nel 1985, Eisner e Katzenberg invitarono gli animatori a presentare idee per nuovi film in eventi speciali noti come "Gong Show". Dopo che Ron Clements e John Musker suggerirono le trasposizioni de La sirenetta e una versione de L'isola del tesoro nello spazio (poi realizzato con Il pianeta del tesoro), l'animatore Pete Young suggerì un "Oliver Twist con i cani". Katzenberg, che durante i suoi anni alla Paramount aveva voluto produrre un film basato sul musical di Broadway Oliver!, approvò il progetto.
Inizialmente il film, chiamato Oliver and the Dodger, era caratterizzato da toni più cupi e crudi: secondo una prima stesura datata 30 marzo 1987, all'inizio i due dobermann di Sykes avrebbero dovuto uccidere i genitori di Oliver e ci si sarebbe focalizzati sul desiderio di vendetta del protagonista. George Scribner e Richard Rich vennero annunciati come registi e Pete Young come supervisore della storia, ma dopo sei mesi Rich venne licenziato e Scribner, rimasto solo, riscrisse la trama, facendo di Oliver un tenero gattino, Dodger il capo di una banda di cani e Fagin un umano. Prendendo in prestito tecniche già utilizzate per Lilli e il vagabondo (1955), Scribner fece pianificare ogni scena fotografando vere strade di New York con telecamere posizionate a 45 cm di altezza, per ottenere la visuale uguale a quella di un cane. Nel corso della lavorazione, Roy E. Disney suggerì di includere una scena in cui Fagin tentava di rapire un panda dallo zoo cittadino, ma l'idea venne scartata per problemi di vario genere, e si decise di far chiedere a Fagin un riscatto per Oliver.
Ben 11 minuti del film utilizzarono animazione computerizzata per riprodurre i grattacieli, i taxi, i treni, lo scooter di Fagin e l'inseguimento finale in metropolitana. L'animazione tradizionale venne supervisionata dalla nuova generazione di animatori Disney, inclusi Glen Keane, Ruben Aquino, Mike Gabriel, Hendel Butoy e Mark Henn. Al progetto, durato due anni e mezzo, vi lavorarono 300 persone tra artisti e tecnici. Lo studio Skidmore, Owings and Merrill venne utilizzato come database per il profilo della città.

### Cast
Essendo il film ambientato a New York, vennero scelti attori nativi della città, tra Roscoe Lee Browne, Sheryl Lee Ralph e Bette Midler su Francis, Rita e Georgette. Cheech Marin venne scelto per il ruolo del chihuahua Tito; Marin disse "Mi incoraggiarono a improvvisare, ma circa il 75% delle battute rimasero com'erano scritte nella sceneggiatura". Billy Joel invece venne raccomandato perché reincarnava lo stile "savoir-faire" di New York e accettò il ruolo di Dodger, dopo aver improvvisato un dialogo al telefono con il regista George Scribner. Inoltre, lo stesso Joel ammise di aver accettato perché era un film della Disney e in questo modo sua figlia poteva vederlo in un progetto in cui potesse identificarsi.

## Colonna sonora
La colonna sonora del film è stata composta da J. A. C. Redford con la supervisione musicale di Carole Childs.
1. Once Upon a Time in New York City - Huey Lewis - Le favole di New York City interpretata da Ernesto Brancucci
2. Why Should I Worry? - Billy Joel - Perché agitarmi? interpretata da Ernesto Brancucci e dal coro
3. Streets of Gold - Ruth Pointer - Strade splendide interpretata da Simona Patitucci e dal coro
4. Perfect Isn't Easy - Bette Midler - La perfezione non è semplice interpretata da Maria Cristina Brancucci
5. Good Company - Myhanh Tran - Per sempre io e te interpretata da Lorena Brancucci
6. Sykes (instrumental)
7. Bedtime Story (instrumental)
8. The Rescue (instrumental)
9. Pursuit Throught The Subway (instrumental)
10. Buscando Guayaba - Rubén Blades
11. End Title (instrumental)

## Distribuzione

### Edizione italiana
Il doppiaggio italiano del film venne eseguito negli stabilimenti Fono Roma con la partecipazione del Gruppo Trenta e diretto da Rossella Izzo su dialoghi di Andrea De Leonardis. L'adattamento in italiano delle canzoni è di Ermavilo, che interpreta anche la parte cantata di Dodger e la canzone iniziale.

### Edizioni home video

#### VHS
Il film uscì in VHS negli USA nel 1996, anno in cui il film approdò di nuovo al cinema negli Stati Uniti, in Canada e in Gran Bretagna. Alla fine, negli Stati Uniti incassò 74151346 $, che lo resero una delle produzioni di maggior successo della storia della Disney. In Italia il film è uscito in VHS nel marzo 1997 e nuovamente nel novembre 2001.

#### DVD
La prima edizione in DVD del film è uscita nel novembre 2001. Il 3 settembre 2003 il DVD della prima edizione fu incluso nel cofanetto I migliori amici a 4 zampe con Gli Aristogatti e Red e Toby - Nemiciamici. La seconda edizione del film è uscita nel settembre 2009, in occasione del 20º anniversario del film, in una versione restaurata e in aspect ratio 16:9. Quest'edizione presenta i contenuti speciali della precedente più alcuni nuovi, come ad esempio il cortometraggio Porgimi la zampa e il gioco "La sfida della grande città di Oliver".

## Riconoscimenti
- 1989 - Golden Globe
  - Nomination Migliore canzone originale (Why Should I Worry?) a Dan Hartman e Charlie Midnight
- 1990 - Grammy Award
  - Nomination Miglior registrazione per bambini
- 1989 - Golden Reel Award
  - Miglior montaggio sonoro
- 1989 - Young Artist Awards
  - Nomination Miglior film d'animazione o musicale per la famiglia